# ポッツォーロ・フォルミガーロ
ポッツォーロ・フォルミガーロ（伊: Pozzolo Formigaro）は、イタリア共和国ピエモンテ州アレッサンドリア県にある人口約4,500人の基礎自治体（コムーネ）。

## 地理

### 位置・広がり
| 隣接するコムーネは以下の通り。 - ボスコ・マレンゴ - カッサーノ・スピーノラ - ノーヴィ・リーグレ - トルトーナ - ヴィッラルヴェルニア |

### 地震分類
イタリアの地震リスク階級 (it) では、3 に分類される。